# June Andenæs
June Andenæs (født 9. juni 1983 på Vereide i Gloppen kommune) er en norsk håndboldspiller, som spiller streg for Glassverket IF i GRUNDIGligaen. Hun debuterede på landsholdet den 31. juli 2010, og scorede et mål mod Sverige i en kamp Norge som tabte 26-23.

## Baggrund
Andenæs er født og opvokset på Andenes ved Vereide i Gloppen kommune. Hun spillede håndbold og udøvede atletik for Fjellhug/Vereide IL, men skiftede senere til overbygningsklubberne Gloppen Håndballklubb og Gloppen Friidrettslag. Hun studerede idrettsfag på Firda videregående skole fra 1999 til 2002. Hun er niece til administrerende direktør i Sparebanken Sogn og Fjordane, Arvid Andenæs.
I 2003 drog hun til Bergen og begyndte på sin frisøruddannelse der. Hun kom samtidig med i Indre Arna-klubben Bjørnar Håndball, og fik sin debut i eliteserien da klubben rykkede op.
Før sæsonen 2008 blev hun købt af overbygningsklubben Levanger Håndballklubb i Levanger i Nord-Trøndelag]]. Efter tre år og 113 mål over 44 kampe for Levanger blev hun i juli 2011 signeret Byåsen Idrettslag. I 2010 fik spillede hun for landsholdet efter godt spil på stregen hos Levanger. Hun blev indkøbet for at erstatte Pernille Wibe i Byåsen.